# Anisopleura zhengi
Anisopleura zhengi е вид водно конче от семейство Euphaeidae.

## Разпространение
Видът е разпространен в Китай (Шънси).